# Alydus
Alydus is een geslacht van wantsen uit de familie Alydidae. Het geslacht werd voor het eerst wetenschappelijk beschreven door Johan Christian Fabricius in 1803 .

## Soorten
Het genus bevat de volgende soorten:

- Alydus angulatus Hsiao, 1965
- Alydus calcaratus (Linnaeus, 1758)
- Alydus conspersus Montandon, 1893
- Alydus eurinus (Say, 1825)
- Alydus pilosulus Herrich-Schäffer, 1847
- Alydus rupestris Fieber, 1861
- Alydus scutellatus Van Duzee, 1903
- Alydus tomentosus Fracker, 1918
- Alydus zichyi Horváth, 1901